# Cargolet becfí
El cargolet becfí (Hylorchilus sumichrasti) és un ocell de la família dels troglodítids (Troglodytidae).

## Hàbitat i distribució
Habita el bosc pluvial del sud de Mèxic, al centre de Veracruz i extrem nord-est d'Oaxaca.